# Дисфория
Дисфория (от гръцки: δύσφορος (dysphoros) – „страдащ“, „раздразнен“, от δυσ – „труден“ и φέρειν, „понасям“) e неприятно или некомфортно настроение / състояние, като тъга (депресия), безпокойство, раздразнителност или неспокойствие, което е изпитвано както за много кратки периоди от време, така и за цял живот. Семантично тя е противоположна на еуфорията.
Дисфорията е форма на болестно потиснато настроение. Характеризира със злоба, мрачни мисли, раздразнителност, чувство на враждебност към другите. За разлика от gipotimii, дисфорията не е характерна за умствената изостаналост, а се характеризира с чести прояви на афективните състояния и агресия.
Дисфория може да бъде включена в структурата на депресивните симптоми (dysphoric – депресия), често наблюдавана в наркоманията.